# 桂林市田家炳中学
桂林市田家炳中学创建于1956年，是一所位于广西壮族自治区桂林市七星区的公立学校，是桂林市唯一的“中小学小发明小创造实验基地”，也是广西唯一的一所以香港著名实业家田家炳先生名字命名的学校，可享受田家炳基金会的资助。